# Manuela Ballester

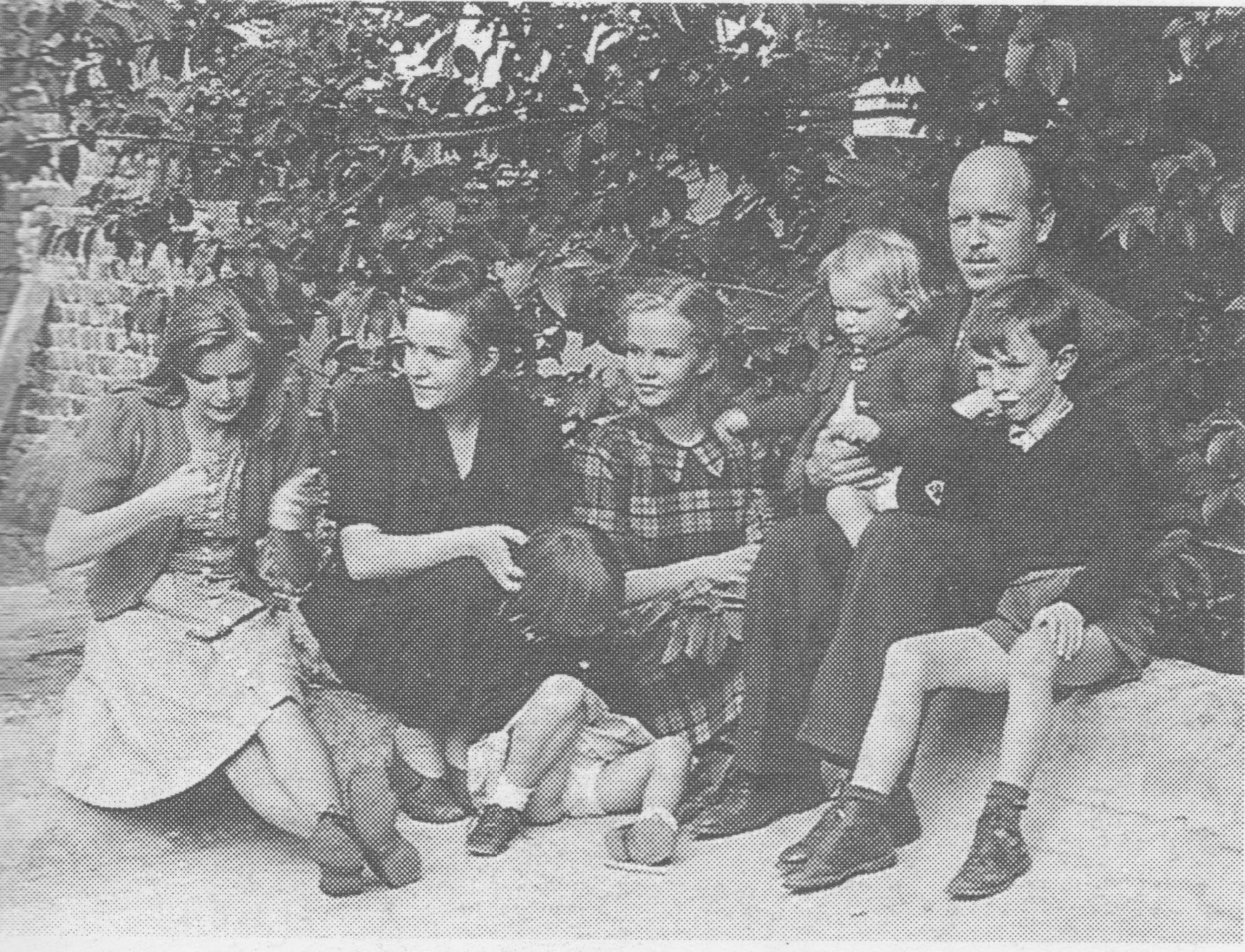
Manuela Ballester mit ihrem Mann Josep Renau, ihren jüngeren Schwestern Rosa und Fina und ihren drei ältesten Kindern in Mexiko, 1941

Manuela Ballester Vilaseca (* 17. November 1908 in Valencia; † 7. November 1994 in Berlin) war eine spanische Künstlerin, Feministin und Kommunistin. Künstlerisch war sie Teil des spanischen Realismus, inspiriert von Diego Velázquez, und der valencianischen Künstlergeneration der 1930er Jahre, welche von avantgardistischen und revolutionären Strömungen geprägt wurde.

## Spanien
Ihr Vater war der Bildhauer Antonio Ballester Aparicio, der als Professor an der Real Academia de Bellas Artes de San Carlos de Valencia tätig war. Ihre Mutter war die Schneiderin Rosa Vilaseca Oliver. Mit gerade 14 Jahren immatrikulierte sich Ballester 1922 an der Real Academia de Bellas Artes de San Carlos im Fachbereich Malerei, zu einer Zeit, als die Präsenz von Frauen dort noch sehr außergewöhnlich war. Als begabte Portraitmalerin gewann sie ein Stipendium, welches ihr ermöglichte, ausführlich die Kunstwerke des Museo del Prado in Madrid zu studieren. Dort beschäftigte sie sich insbesondere mit den Werken von Diego Velázquez, dessen Portraitmalerei in der Folge nachhaltigen Einfluss auf sie ausübte. Als Teil der valencianischen Künstlergeneration der 1930er Jahre war Ballester ebenfalls beeinflusst vom Futurismus, dem russischen Avantgardismus, dem Dadaismus und dem Surrealismus. 1928 erwarb sie ihren Abschluss.
Anschließend arbeitete Manuela Ballester als Modedesignerin und als Illustratorin von Büchern und Zeitschriften. Unter anderem war sie regelmäßig für die anarchistische Zeitschrift Estudios tätig, für die sie Fotomontagen entwarf. 1930 gewann sie den ersten Preis bei einem Wettbewerb der Titelbilder für die Covergestaltung der spanischen Übersetzung des Romans Babbitt von Sinclair Lewis. In den folgenden Jahren wurden ihre Werke in Valencia in verschiedenen Ausstellungen präsentiert, in denen auch die Arbeiten von anderen Künstlern und Künstlerinnen der valencianischen Avantgarde zu sehen waren. Diese Strömung suchte die Nähe zur Arbeiterbewegung, den Gewerkschaften und dem Partido Comunista de España (PCE), dessen Mitglied Ballester 1931 wurde. 1932 heiratete sie Josep Renau. Dieser gab ab 1935 die Zeitschrift Nueva Cultura heraus, in der auch Ballester als Illustratorin und Autorin regelmäßig veröffentlichte.
Ab 1936 war Ballester ein führendes Mitglied der feministischen Organisation Asociación de Mujeres Antifascistas, für deren Zeitschrift Pasionaria sie als Herausgeberin verantwortlich war. Dort organisierten sich u. a. viele gleichgesinnte Künstlerinnen, wie Juana Francisca Rubio. 1936 veröffentlichte sie ein Wahlplakat für die Parlamentswahlen, welches insbesondere Frauen mit dem Slogan Votad al Frente Popular! (Wählt den Frente Popular!) ansprach. Während des Spanischen Bürgerkriegs unterrichtete Ballester in der Frauenschule Lina Ódena, die von der Frauensektion des PCE betrieben wurde. Dort lernten Frauen aus der Arbeiterklasse Lesen und Schreiben und konnten eine künstlerische und berufliche Ausbildung erwerben.
1937 unterstützte sie ihren Mann bei der Organisation des Pavillon der Spanischen Republik auf der Weltausstellung in Paris. Renau war zwischenzeitlich von der Regierung der Republik zum Generaldirektor der Bellas Artes ernannt worden. 1938 musste sie aufgrund des Kriegsverlaufs nach Barcelona ausweichen, wo sie als Zeichnerin für die Sektion Presse und Propaganda des Ejército Popular de la República tätig war.
Anfang 1939, in der Endphase des Bürgerkrieges, gelang Manuela Ballester, im Zuge der sogenannten Retirada (Rückzug), gemeinsam mit ihrer Mütter, ihren beiden Schwestern, ihrem Sohn Ruy (* 1934) und ihrer Tochter Julia (* 1937) zu Fuß die Flucht über die Pyrenäen nach Frankreich. Sie gelangten nach Toulouse, wo sie von Pablo Picasso unterstützt wurden. Josep Renau verließ Spanien einige Wochen später. Er wurde im Internierungslager Argelès-sur-Mer inhaftiert. Nachdem Renau ein Visum für die Vereinigten Staaten erhalten hatte, konnte er das Lager verlassen. Am 6. Mai 1939 verließ die Familie Renau-Ballester Europa mit dem niederländischen Dampfschiff Vendamm II in Richtung New York City, von wo aus sie nach Mexiko weiterreisten.

## Mexiko

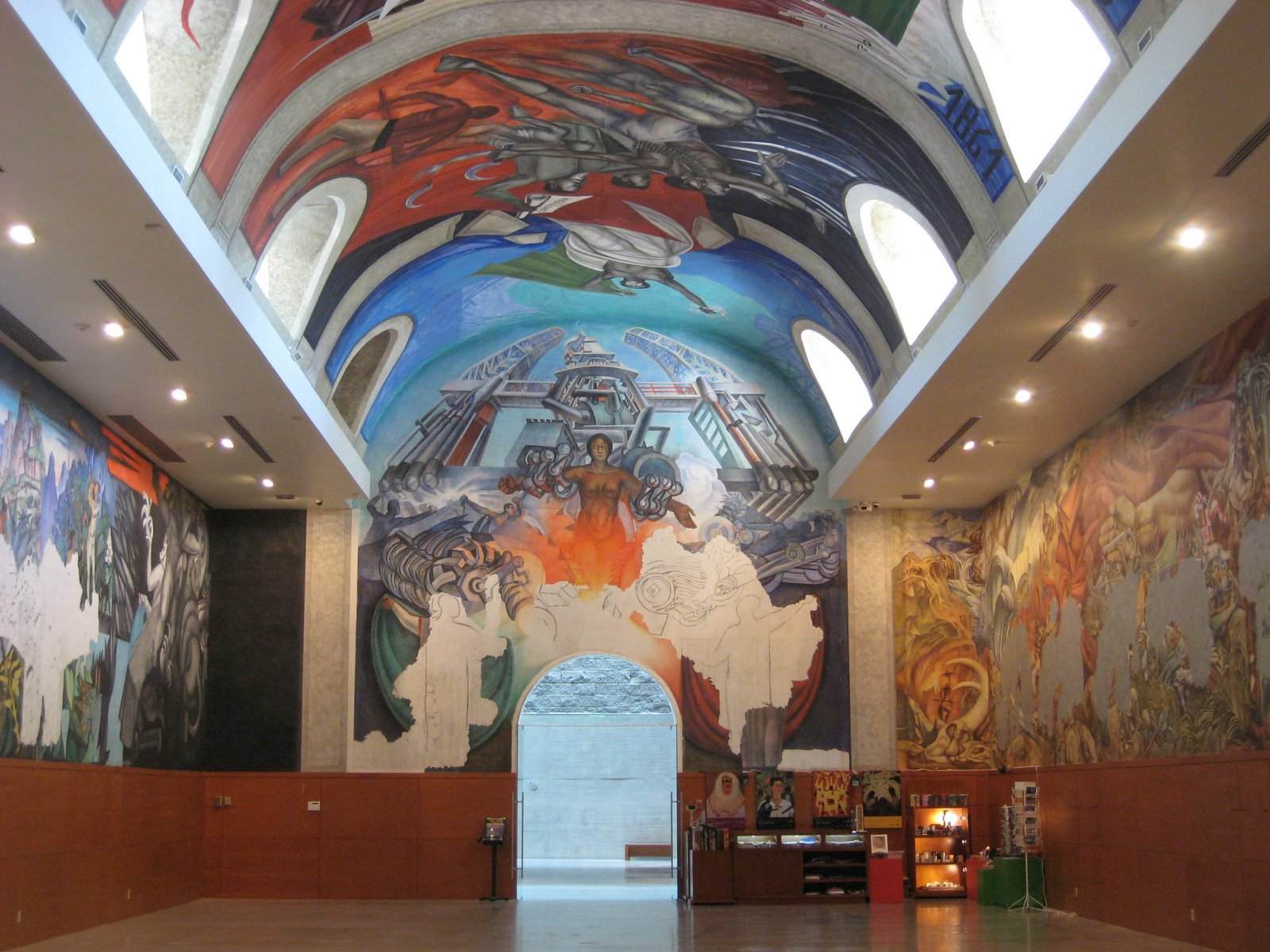
Wandbild España hacia América

In der ersten Zeit des Exils erhielt die Familie Unterstützung durch den Servicio de Evacuación de Refugiados Españoles (SERE). Kurz nach ihrer Ankunft arbeitete Manuela Ballester als Illustratorin von Kalendern für die Druckerei Galas. Anfang der 1940er Jahre gründete die Familie Renau-Ballester den Betrieb Estudio-Imagen. Publicidad Plástica, in dem neben Renau auch die Ballester-Schwestern arbeiteten. Sie entwarfen hunderte Plakate für das Kino, die Privatwirtschaft und politische Organisationen.
Manuela Ballester gebar in Mexiko drei weitere Kinder: Álvaro Totli (* 1940), Teresa (* 1943) und Pablo (* 1946). Innerhalb der Familie sprach man Valencianisch. Sie bewohnten ein großes Haus in Mexiko-Stadt, welches sich zum Treffpunkt der republikanischen Exilgemeinde entwickelte. Unter anderem pflegte Ballester eine freundschaftliche Beziehung zu Max Aub. Ihre Mutter Rosa Vilaseca übernahm einen großen Anteil an der Kinderbetreuung, was Ballester ermöglichte weiterhin künstlerisch sehr produktiv zu sein.
Sie erlebte die Glanzzeit des Muralismo. Gemeinsam mit David Alfaro Siqueiros arbeiteten Renau und Ballester etwa im Auftrag der Gewerkschaft Sindicato Mexicano de Electricistas (SME) an dem Wandbild Retrato de la Burguesía. Nach dem gescheiterten Attentat auf Leo Trotzki am 24. Mai 1940 musste die Arbeit unterbrochen werden, da Siqueiros in die Tat verstrickt war und floh. Auf Bitte des SME vollendeten sie das Werk schließlich alleine. Zwischen 1945 und 1950 arbeiteten Renau und Ballester in dem Hotel Casino de la Selva in Cuernavaca an dem Wandbild España hacía América. Dieses Werk blieb unvollendet, nachdem sie die Arbeit 1950 aufgrund von Unstimmigkeit bezüglich der Darstellung der Spanier abbrachen.
Ballester war in der Folge weiterhin als Illustratorin für das Familienunternehmen tätig. Auftraggeber waren Zeitschriften des spanischen Exils wie Las Españas, Independencia oder Mujeres Españolas. Außerdem malte sie nach wie vor Porträts und Landschaften. Ihre Arbeiten aus dieser Zeit sind realistisch und schlicht, aber mit Sensibilität gemalt. Sie malte Familienmitglieder, Freunde und Landschaften, wie Cuernavaca. Ballester beschäftigte sich intensiv mit den Kleidungsstilen der indigenen Völker Mexikos. Zu diesem Thema recherchierte sie im ganzen Land, um indigene Trachten aus verschiedenen Regionen Mexikos originalgetreu malen und teilweise reproduzieren zu können.

## DDR

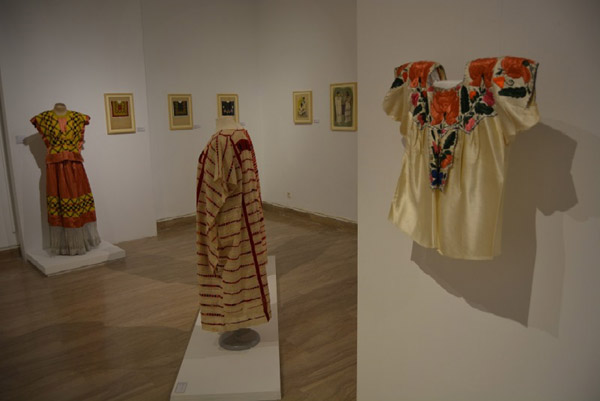
Ausstellung El traje popular mexicano, 2015

Ab 1959 lebte Manuela Ballester in Ost-Berlin. Josep Renau war bereits im Jahr zuvor in die DDR übergesiedelt, nachdem er eine Einladung seitens der Regierung erhalten hatte. Mit den beiden kamen ihre beiden jüngsten Kinder Teresa und Pablo in die DDR, während die drei größeren Kinder in Mexiko blieben. Ballester konnte hier nicht auf ein vergleichbares soziales Netzwerk zurückgreifen wie in Mexiko, und sie sprach kein Deutsch, weshalb sie künstlerisch und professionell nicht mehr so wirksam sein konnte wie zuvor. Sie fand sich zunächst in der Rolle einer Hausfrau wieder. 1962 ließ sie sich von Renau scheiden. Danach gelang es ihr wieder besser, ihre eigene Karriere voranzubringen.
Ballester war nun als Illustratorin für deutsche und weiterhin für spanische und mexikanische Zeitschriften tätig, sowie als Spanisch-Lektorin für den Betrieb Intertext und den Allgemeinen Deutschen Nachrichtendienst (ADN), für den sie Fotomontagen und Illustrationen anfertigte. Sie erhielt eine stetige finanzielle Zuwendung als Verfolgte des Naziregimes.
Im Vergleich zur Phase in Mexiko malte Ballester nun weniger und nicht mehr so farbenfroh. Dabei orientierte sie sich an der Stilrichtung des Sozialistischen Realismus, welchen die Sozialistische Einheitspartei Deutschlands (SED) durchsetzte. Ihre vorherigen Werke bekamen mehr Zuspruch und wurden in verschiedenen Ausstellungen gezeigt. 1963 wurden ihre mexikanischen indigenen Trachten durch den Demokratischen Frauenbund Deutschlands (DFD) in Berlin ausgestellt und 1965 erneut in Berlin und in Dresden. Zuletzt waren sie zwischen April und Juni 2015 im Museo Nacional de Cerámica y Artes Suntuarias González Martí in Valencia unter dem Titel Manuela Ballester en el exilio. El traje popular mexicano zu sehen. Ihre Werke wurden zu verschiedenen Anlässen in Mexiko gezeigt, so zum Beispiel 1976 im Palacio de Bellas Artes im Rahmen der Ausstellung Mujeres en la plástica. Mit dem Ende des Franquismus konnten ihre Arbeiten auch wieder in Spanien gezeigt werden, etwa 1981 in Valencia im Rahmen der Ausstellung L´avantguarda artística valenciana dels anys trenta und 1983 während der Ausstellung El exilio español en México im Palacio de Velázquez in Madrid.
Trotz der Anerkennung, die ihr nun auch wieder in Spanien zuteilwurde, hatte sie dort nie wieder ihren Lebensmittelpunkt. Ballester lebte die letzten Jahre ihres Lebens in Berlin-Mahlsdorf. Sie pendelte regelmäßig zwischen Valencia und Berlin, wo sie am 7. November 1994 im Alter von 85 Jahren starb. Manuela Ballester wurde auf dem Zentralfriedhof Friedrichsfelde beigesetzt.

## Werke (Auswahl)
- Der Tod des Partisanen (1974, Kohlezeichnung)[1]